# Artmajeur
Artmajeur è una galleria d'arte online con sede a Montpellier, in Francia, e fondata nel 2000. Consente agli artisti di presentare dipinti, sculture, disegni, fotografie e stampe originali.

## Storia
Artmajeur è stata fondata nel 2000 da Samuel Charmetant e Yann Sarazin, allora studenti di informatica all'Università di Montpellier. La piattaforma mantiene una presenza offline sotto forma di rivista d'arte trimestrale e partecipando a fiere d'arte internazionali.
Nel 2015 Artmajeur ha inaugurato una galleria virtuale in una visualizzazione 3D di Place Vendôme a Parigi.
Nel 2021 Samuel Charmetant è stato nominato Cavaliere dell'Ordine nazionale al merito (Francia) per aver fondato la piattaforma.
Artmajeur presenta artisti provenienti da 200 paesi ed è disponibile in diverse lingue, tra cui cinese e russo.

## Artisti
La piattaforma presenta artisti emergenti e noti, tra cui Shepart Fairey (Obey), Salvador Dalí, Takashi Murakami, Leonida Beltrame, Andrea Vaccaro, Leonid Afremov, Jean Turco, Jean Humbert Salvoldeli. Francesco Fontana.